# Vleuthoeve

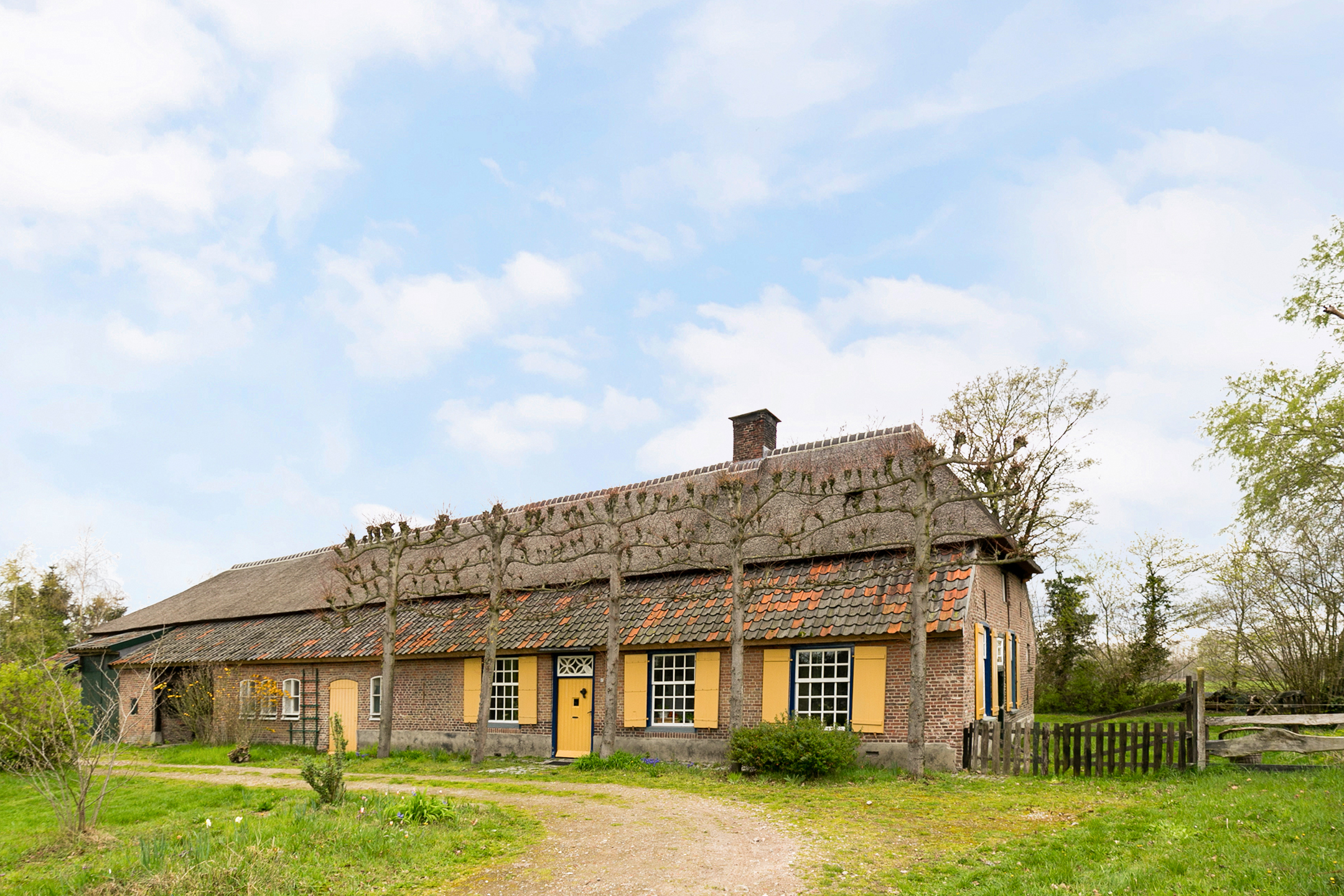
Overzicht (2019)

De Vleuthoeve is een langgevelboerderij aan de Sint-Oedenrodeseweg 63 in Best. Deze langgevelboerderij (in eerste instantie gebouwd als hallenhuis) heeft een rietgedekt wolfsdak met een pannenvoet van gesmoorde en rode oude holle pannen. De gevels zijn opgebouwd in kruisverband met vlechtingen in de kopgevel van het woongedeelte en een overhoekse muizentand onder de daklijn en een gecementeerde plint. De gevels zijn opnieuw gevoegd, nadat de boerderij in de jaren '70 van zijn witte kalk ontdaan werd.
In de langsgevel een voordeur met geometrisch bovenlicht in een gepend kozijn. In de kopgevel eveneens een toegang met geometrisch bovenlicht in een gepend kozijn. In de gevels schuiframen met kleine roedeverdeling en luiken. In het bedrijfsgedeelte betonnen stalvensters en dubbele dwarsdeeldeuren die door het dakvlak steken. De woon/bedrijfsverhouding is nog intact.
Het bijzondere aan deze boerderij is dat het een dubbele schouw, dubbele opkamer en dubbele kelder heeft.
Achter de boerderij staat een vakwerkschuur onder een met riet gedekt schilddak. In de linkerzijgevel van deze schuur is nog vitselstek aanwezig, (Vitselstek is een vlechtwerk van twijgen wat met een mengsel van leem en stro ingesmeerd wordt zodat een dichte wand ontstaat.) De vakwerkschuur is onderverdeeld in een paardenstal en karrenschop en dient nu als gastenverblijf.
Naast de boerderij ligt de schaapskooi met rietgedekt schilddak. De gevels zijn opgebouwd in kruisverband met deels vernieuwd metselwerk. De langgevelboerderij en achterliggende vakwerkschuur staan reeds afgebeeld op het kadastrale minutenplan 1811-1832. De boerderij en vakwerkschuur dateren laat 17e eeuw volgens het bouwhistorisch rapport (laat 2e helft 17e eeuw) en dendrochronologie. (1682)
De schaapskooi is van latere datum.
Op het erf zijn ook nog een bakhuisje aanwezig, alsmede een werkende waterput met weelderige flora. Op de binnenplaats ligt bestrating van Scoria-bricks, dit was een restproduct uit de ijzerertsfabrieken uit Engeland en kwam als ballast onder in de schepen mee naar het vaste land. Deze Scoria-bricks hebben tot de jaren '20 in de Sint-Oedenrodeseweg gelegen en werden vervangen door de komst van het automobiel.
Het gehele ensemble is van binnen en buiten bijzonder authentiek, alle originele balken zijn aanwezig, alsmede de gehele schouw en scheidingsmuur tussen het woon- en stalgedeelte. Er zijn verschillende kogel- en inslagresten uit 1944 zichtbaar. Deze komen van Operatie Market-Garden.

## Fotogalerij

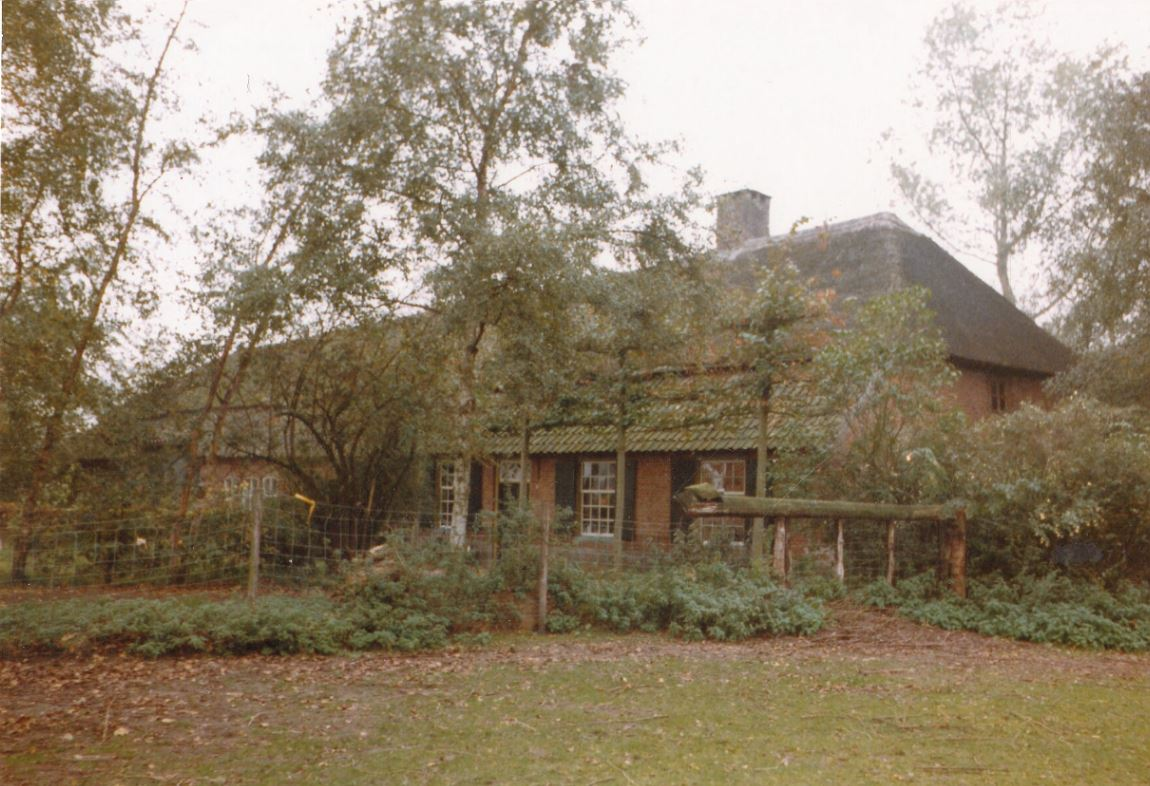
De hoeve in 1970
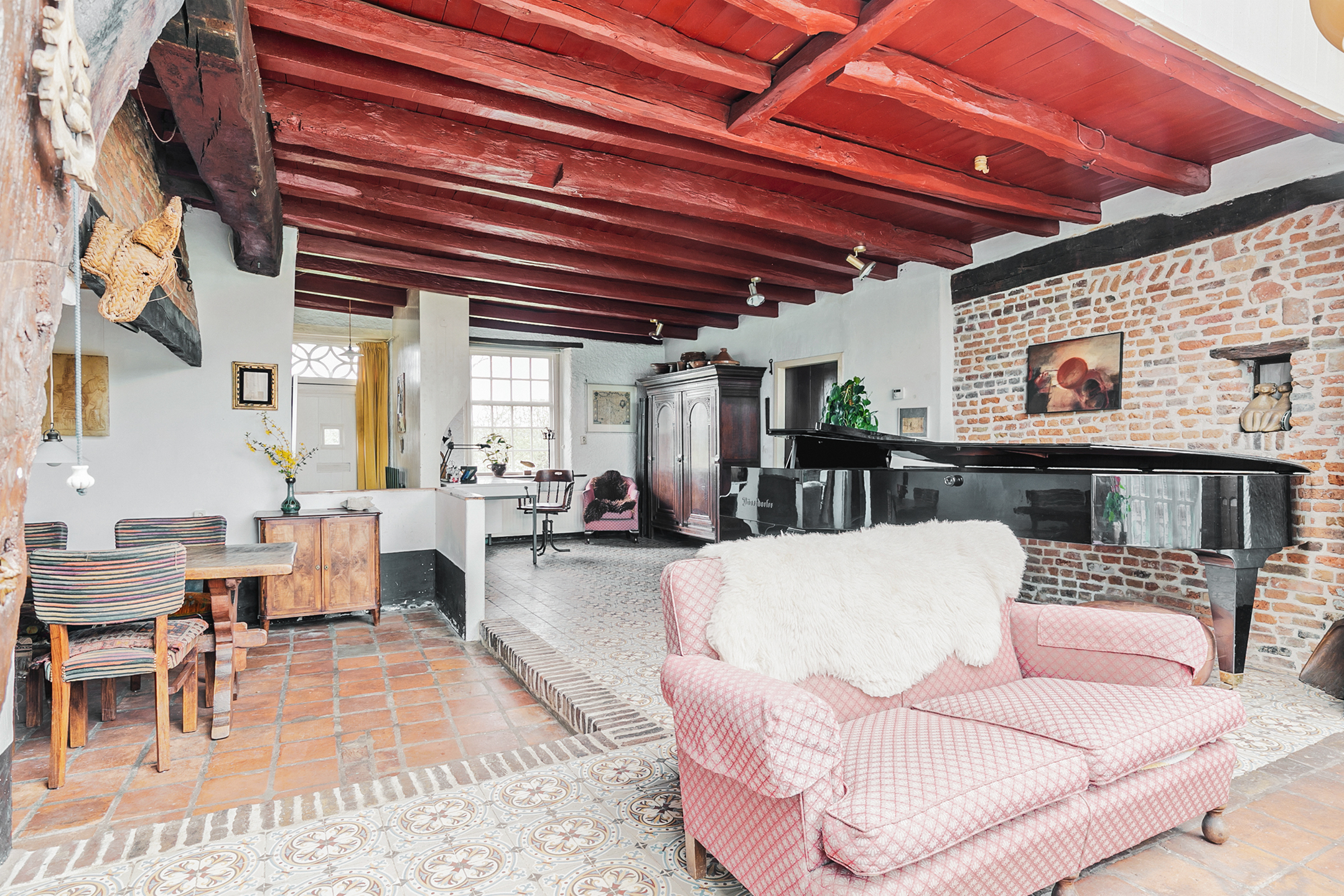
Interieur 2019
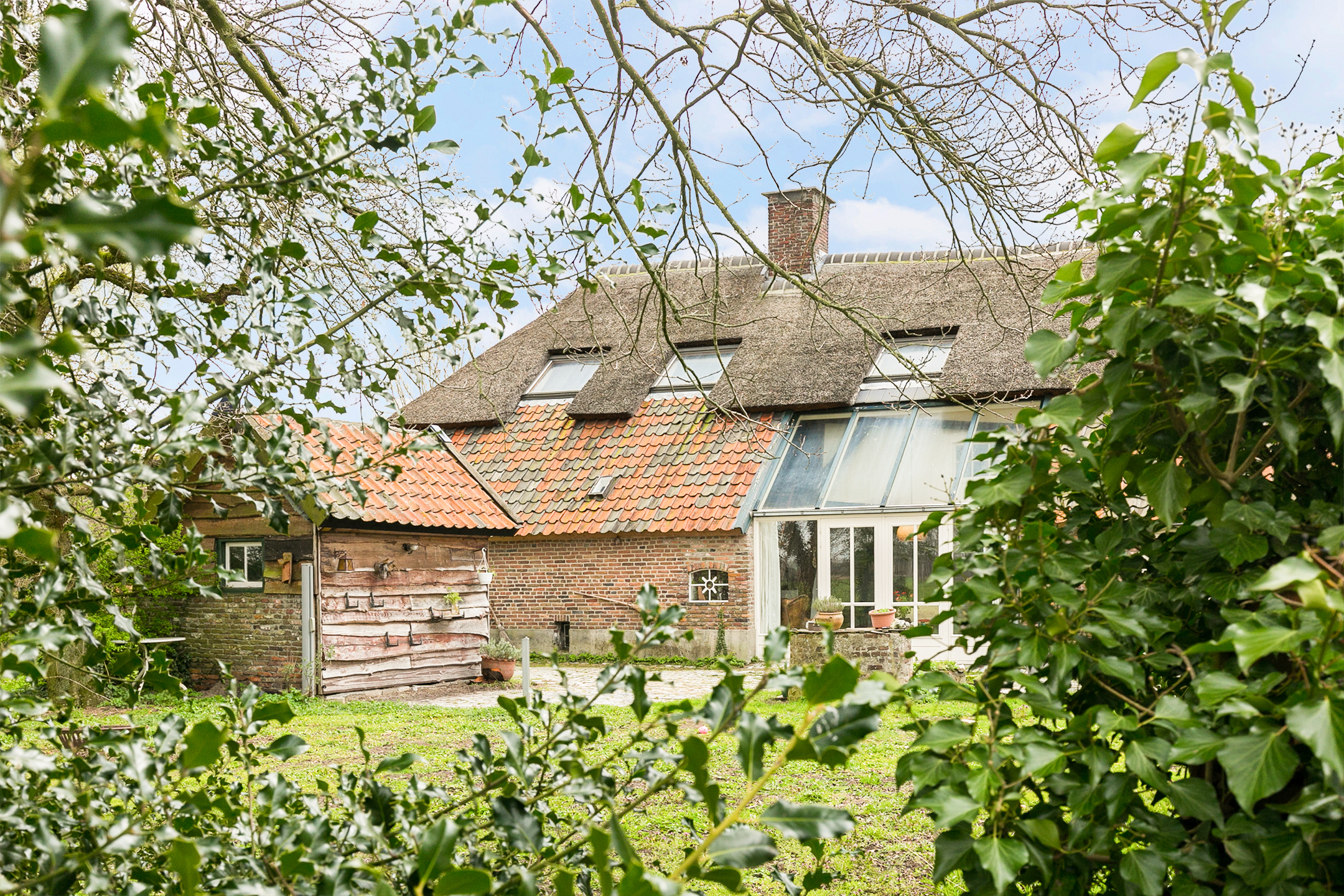
Achterzijde met schuur 2019
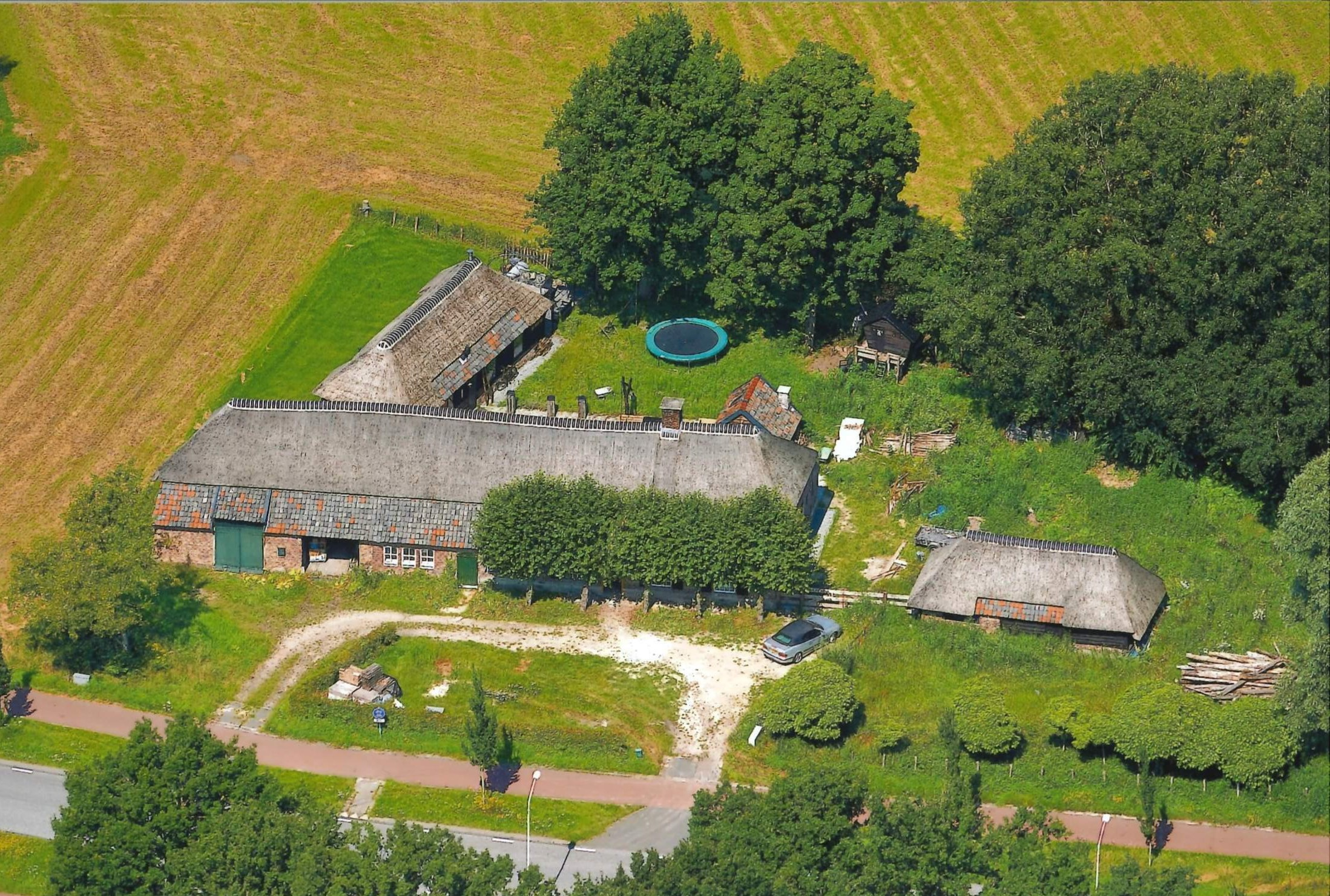
Luchtfoto 2021
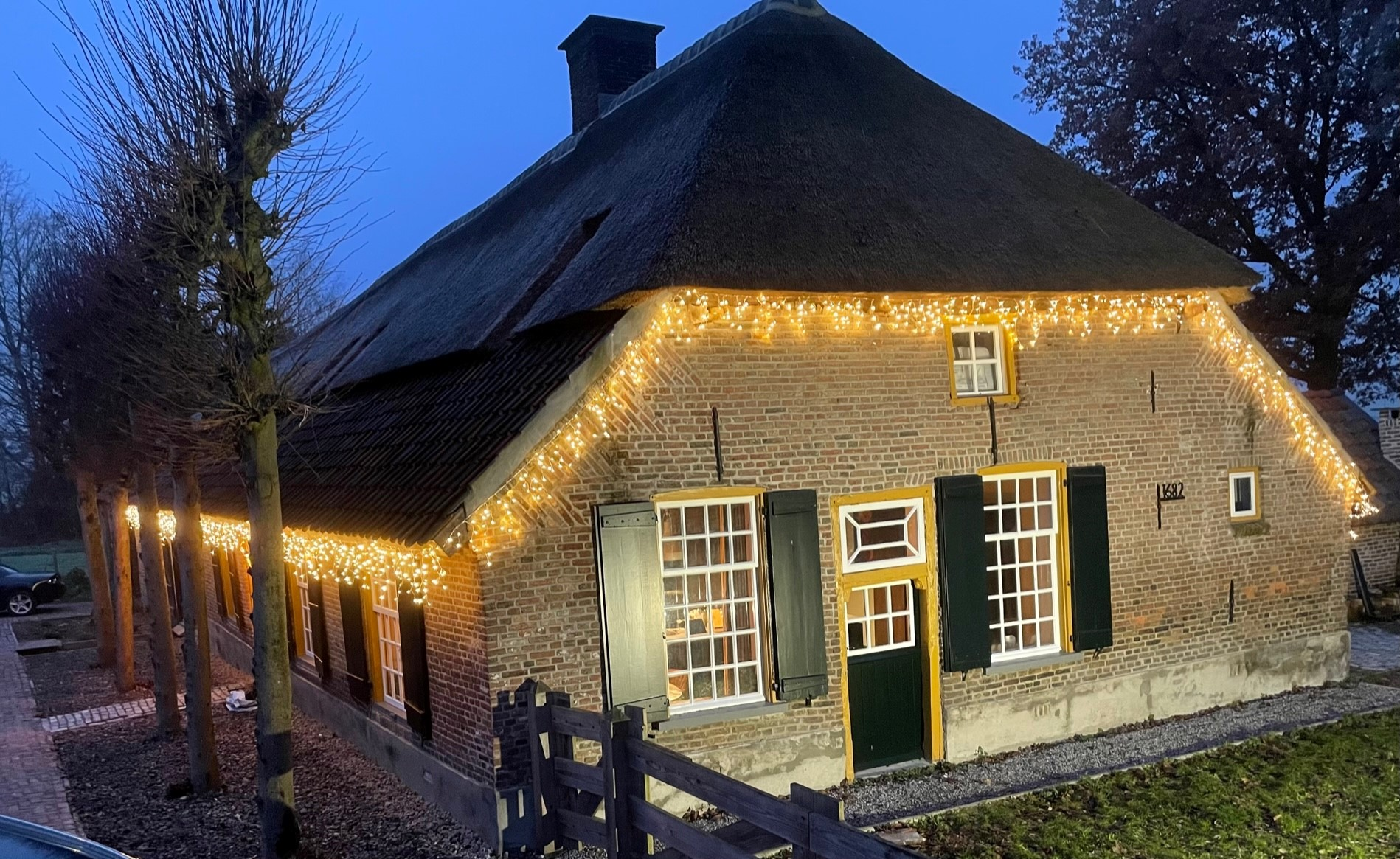
December 2022 in de oud Brabantse kleuren
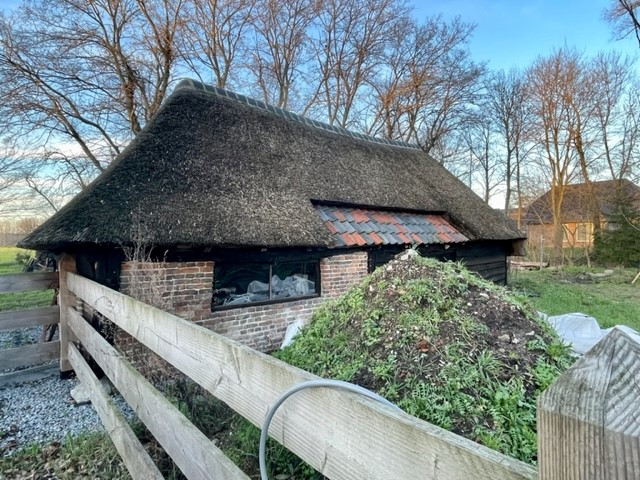
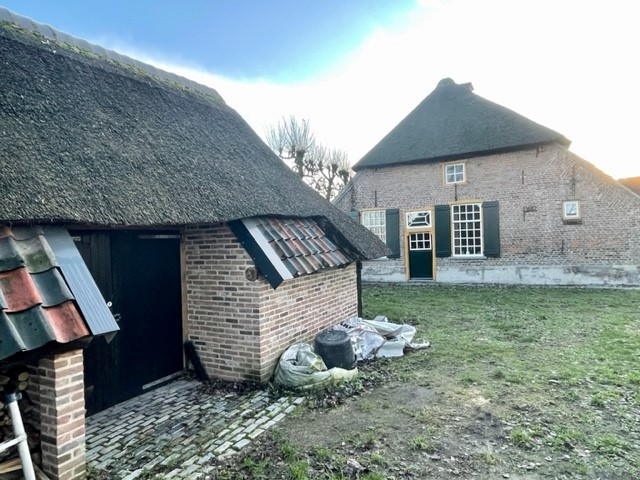
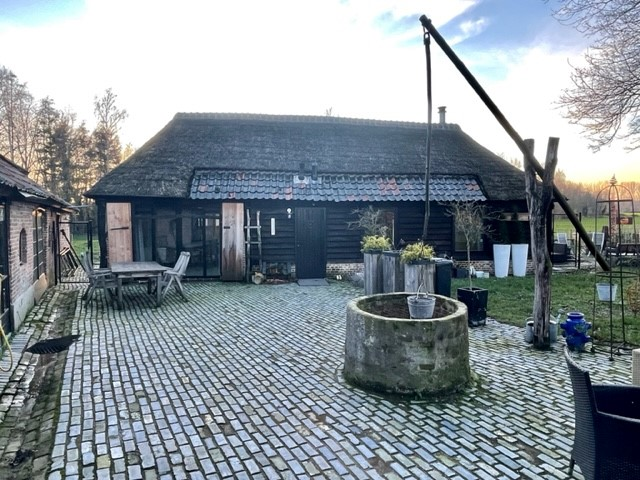
Met de oude intacte waterput
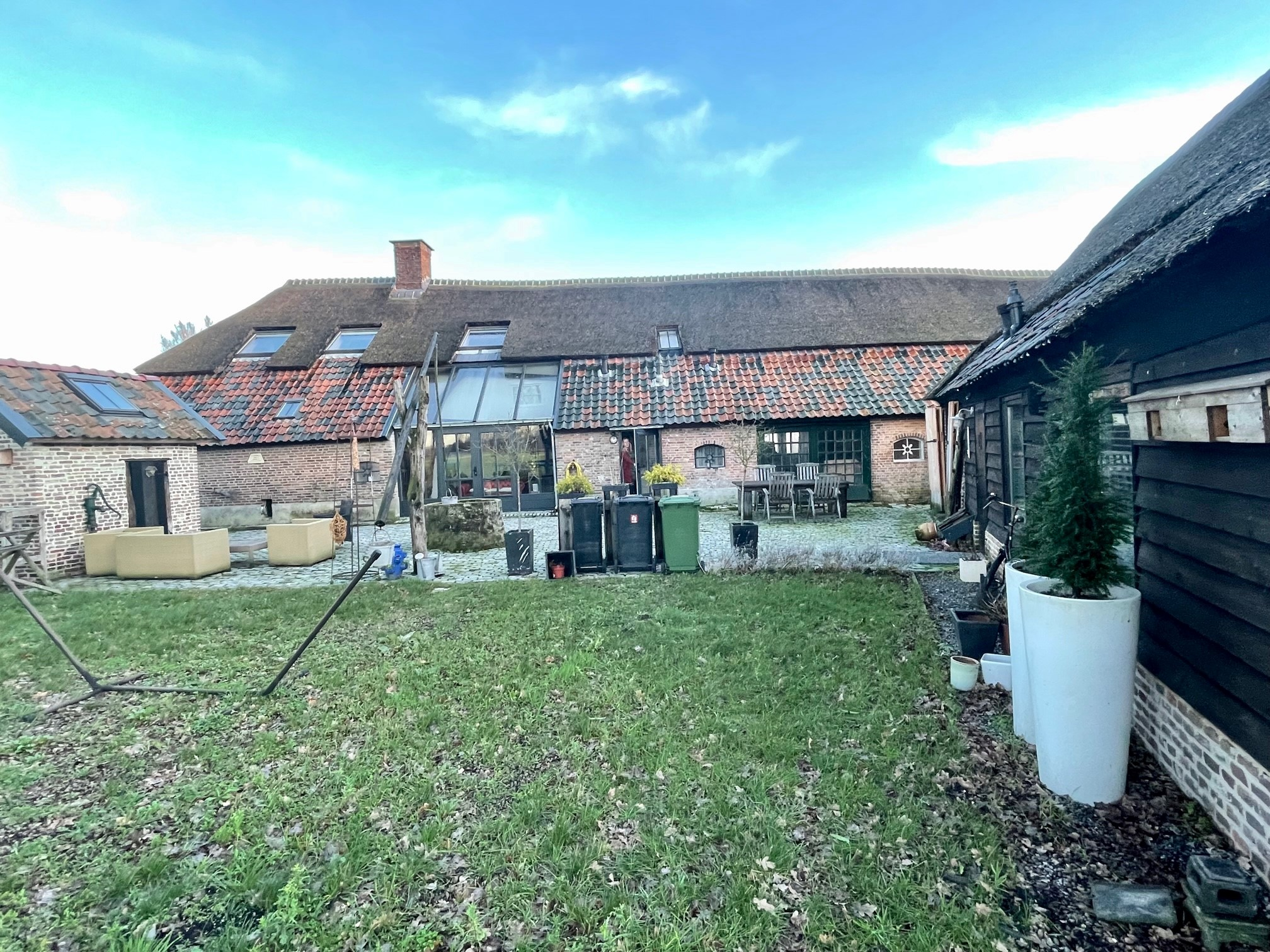
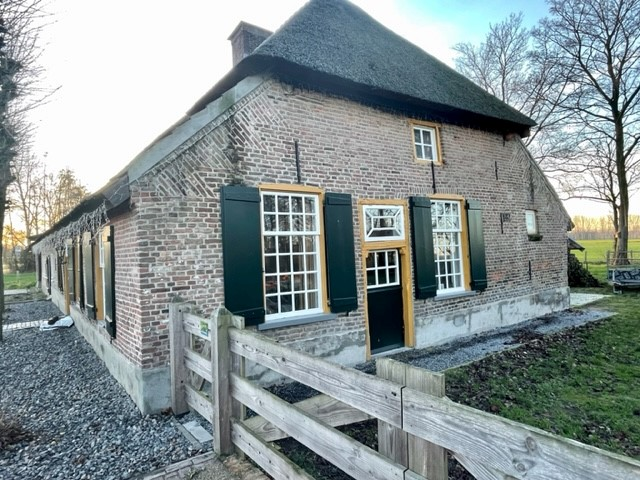